# Chudzik kornikowiec
Chudzik kornikowiec (Gabrius splendidulus) – gatunek chrząszcza z rodziny kusakowatych i podrodziny kusaków.

## Taksonomia
Gatunek ten opisany został po raz pierwszy w 1802 roku przez Johanna L.C.C. Gravenhorsta pod nazwą Staphylinus splendidulus. Autor ów nie wskazał lokalizacji typowej, jednak z późniejszych ustaleń wynika, że holotyp odłowiono prawdopodobnie w Brunszwiku. Na przestrzeni XIX i XX wieku klasyfikowany bywał również w rodzajach Cafius, Gyrohypnus i Philonthus. W rodzaju Gabrius jako pierwszy umieścił go Carl Gustaf Thomson w 1860 roku.

## Morfologia
Chrząszcz o wydłużonym ciele długości od 4,5 do 5,5 mm. Głowa jest brunatna do smolistobrunatnej, trochę dłuższa niż szeroka. Czułki bywają żółte, brunatne lub brunatnoczarne i mają człony od siódmego do dziesiątego niemal dwukrotnie dłuższe niż szerokie. Czoło zaopatrzone jest w poprzeczny szereg czterech punktów, z których dwa środkowe wysunięte są ku przodowi w sposób niewyraźny. Między oczami powierzchnia głowy ma wyraźne, podłużne wklęśnięcie. Przedplecze jest brunatne do smolistobrunatnego. Na jego powierzchni występują rzędy grzbietowe zawierające pięć punktów. Na głowie i przedpleczu występuje bardzo delikatna, poprzeczna mikrorzeźba. Pokrywy są jasnobrunatne do brunatnych, trochę dłuższe od przedplecza. Odnóża są koloru żółtego. Odwłok jest brunatny do smolistobrunatnego z rozjaśnionymi tylnymi krawędziami tergitów.

## Ekologia i występowanie
Owad rozsiedlony od nizin po piętro subalpejskie. Gatunek saproksyliczny, drapieżny. Bytuje pod korą pniaków i kłód drzew iglastych i liściastych, obecnych w ich drewnie chodnikach saproksylofagów, w dziuplach, próchnowiskach, ściółce leśnej, pod opadłymi liśćmi i kamieniami. Poluje m.in. na larwy muchówek i korników. Przepoczwarcza się w sierpniu.
Gatunek holarktyczny, w Europie znany m.in. z Półwyspu Iberyjskiego, Wielkiej Brytanii, Francji, Belgii, Holandii, Niemiec, Szwajcarii, Austrii, Włoch, Danii, Szwecji, Finlandii, Polski, Czech, Słowacji, Węgier i europejskiej części Rosji. Dalej na wschód występuje na Kaukazie, Syberii i w Turcji. W nearktycznej Ameryce Północnej stwierdzono jego występowanie w kanadyjskiej Kolumbii Brytyjskiej oraz w Maryland w Stanach Zjednoczonych.